# بينكفونغ
بينكفونغ (بالكورية: 핑크퐁)‏ (بالإنجليزية: Pinkfong)‏ هي علامة تجارية تعليمية للأطفال تابعة لشركة الترفيه التعليمية الكورية الجنوبية «سمارت ستادي» (بالإنجليزية: SmartStudy)‏. تُنتج بينكفونغ بشكل أساسي أغاني الأطفال، وأشهرها كان أغنية بيبي شارك. سجل فيديو هاته الأُغنية أكثر من 10 مليارات مشاهدة على منصة يوتيوب، وأصبح بالتالي الفيديو الأكثر مشاهدة على اليوتيوب والفيديو الأول على اليوتيوب الذي يصل ال 10 مليارات مشاهدة. لدى القناة التعليمية التابعة للشركة أكثر من 36 مليون مُشترك، مع برمجة مُتنوعة من القصص، والأغاني، إضافة للرقصات التي يُؤديها ثعلب وردي يُسمى "Pinkfong". تمتلك الشركة أكثر من 4000 مقطع فيديو وأُغنية ولُعبة وتطبيق للأطفال.

## روابط خارجية
- الموقع الرسمي